# I. Pipin aquitániai király
I. Pipin, más írásmóddal Pippin (797 körül – 838. december 13.) aquitaniai király 817-től haláláig.

## Élete
I. Lajos frank császár és Hesbaye-i Ermengarde második fiaként született. Aquitaniát 814 júliusában kapta meg, és 817-ben ismerték el királynak. Ugyanakkor nyilvánvaló volt, hogy alárendelt szerepre kényszerül idősebb fivére, Lothár, a császári cím örököse mellett. Pipin indította el 830-ban I. Lajos három idősebb fiának lázadását apjuk ellen, de 831 februárjában kibékült a császárral. Miután 832-ben újból felkelt Lajos ellen, az megfosztotta trónjától, ő azonban ki tudta használni az aquitániaiak önállósodási törekvéseit. Bár részt vett a Lajos ellen 833-ban kiújult lázadásban, 834-ben mégis apja mellé állt, és segített a császári hatalom helyreállításában. Ekkor visszakapta Aquitániát és mellette még Anjout is. Valószínűleg tébolyultan halt meg.